# Coppa di Jugoslavia di pallavolo femminile
La Coppa di Jugoslavia di pallavolo femminile era un trofeo nazionale jugoslavo, organizzato dalla Federazione pallavolistica della Jugoslavia.

## Storia
La Coppa di Jugoslavia viene istituita nel 1959. Le prime sei edizioni del trofeo vengono dominate dalle formazioni serbe, tra le quali spiccano i due successi consecutivi del Partizan e le tre affermazioni consecutive della Stella Rossa.
Soppressa nel 1964, la Coppa di Jugoslavia viene poi ripristinata nel 1972; le prime otto edizioni che seguono vengono vinte dalla Stella Rossa e dal Rijeka, con quattro affermazioni per ciascuna squadra.
Negli ultime edizioni il torneo viene dominato dall'HAOK Mladost, che se lo aggiudica ben sette volte, coi solo successi della solita Stella Rossa e del Radnički Belgrado in grado di frapporsi al dominio del club croato.
In seguito alla indipendenza dichiarata da quattro delle sei Repubbliche Socialiste, tra il 1991 ed il 1992, la Repubblica Socialista Federale di Jugoslavia si discioglie, e con la nascita della Repubblica Federale di Jugoslavia, formata dalle restanti Serbia e Montenegro nasce un nuovo trofeo, la Coppa di Serbia e Montenegro, chiamata anch'essa fino al 2003 Coppa di Jugoslavia.

## Albo d'oro
| Edizione         | Edizione          | Podio             | Podio                            | Podio             |               |
| Anno             | Sede della finale | Campione          | Risultato                        | Finalista         |               |
| ---------------- | ----------------- | ----------------- | -------------------------------- | ----------------- | ------------- |
| 1959 Dettagli    |                   | Partizan          |                                  |                   |               |
| 1960 Dettagli    |                   | Partizan          |                                  |                   |               |
| 1960-61 Dettagli |                   | Stella Rossa      |                                  |                   |               |
| 1961 Dettagli    |                   | Stella Rossa      |                                  |                   |               |
| 1962 Dettagli    |                   | Stella Rossa      |                                  |                   |               |
| 1963-64 Dettagli |                   | Klek Srbijašume   |                                  |                   |               |
| 1964-72          | -                 | Non disputata     | Non disputata                    | Non disputata     | Non disputata |
| 1972 Dettagli    |                   | Stella Rossa      |                                  |                   |               |
| 1973 Dettagli    |                   | Partizan Rijeka   |                                  |                   |               |
| 1974 Dettagli    | Belgrado          | Stella Rossa      | 3 - 0 (15-9, 15-10, 15-2)        | Radnički Belgrado |               |
| 1975 Dettagli    | Rijeka            | Rijeka            | 3 - 1 (14-16, 15-6, 15-12, 15-6) | Radnički Belgrado |               |
| 1976-77 Dettagli | Belgrado          | Stella Rossa      | Round-robin                      | Radnički Belgrado |               |
| 1977-78 Dettagli | Rijeka            | Rijeka            | Round-robin                      | Radnički Belgrado |               |
| 1978 Dettagli    | Belgrado          | Rijeka            | Round-robin                      | Vukovar           |               |
| 1979 Dettagli    | Vukovar           | Stella Rossa      | Round-robin                      | Radnički Belgrado |               |
| 1980 Dettagli    | Belgrado          | Radnički Belgrado | Round-robin                      | Stella Rossa      |               |
| 1981 Dettagli    | Zagabria          | HAOK Mladost      | Round-robin                      | Vukovar           |               |
| 1982 Dettagli    | Maribor           | Stella Rossa      | Round-robin                      | Branik            |               |
| 1983 Dettagli    | Belgrado          | Stella Rossa      | Round-robin                      | Branik            |               |
| 1984 Dettagli    | Zagabria          | HAOK Mladost      | Round-robin                      | Branik            |               |
| 1985 Dettagli    | Vukovar           | HAOK Mladost      | Round-robin                      | Branik            |               |
| 1986 Dettagli    | Zagabria          | HAOK Mladost      | Round-robin                      | Stella Rossa      |               |
| 1987 Dettagli    | Lazarevac         | Radnički Belgrado | Round-robin                      | Branik            |               |
| 1988 Dettagli    | Traù              | HAOK Mladost      | Round-robin                      | Branik            |               |
| 1989 Dettagli    | Zagabria          | HAOK Mladost      | Round-robin                      | Branik            |               |
| 1990 Dettagli    | Maribor           | HAOK Mladost      | Round-robin                      | Branik            |               |
| 1991 Dettagli    | Belgrado          | Stella Rossa      | Round-robin                      | ŽOK Modriča       |               |